# Electrical Storm
Electrical Storm – ballada rockowa grupy U2, pochodząca z jej drugiego kompilacyjnego albumu, The Best of 1990–2000. Została wydana jako jedyny singel promujący tę płytę i była jednym z dwóch nowych utworów, które zostały umieszczone na tym albumie (drugim był „The Hands That Built America”). W teledysku pojawiają się perkusista zespołu, Larry Mullen, Jr. oraz aktorka Samantha Morton. Piosenka opowiada o parze kochanków i napięciach między nimi.
Utwór nie osiągnął oszałamiającego sukcesu w Stanach Zjednoczonych (#77), ale w Kanadzie (#1) oraz wielu europejskich krajach sytuacja była odwrotna. W Wielkiej Brytanii piosenka uplasowałą się na miejscu #4, w Australii na #5. Utwór zajął także kolejno miejsca #13 i #26 na listach Modern Rock Tracks i Mainstream Rock Tracks.
Singel odniósł spory sukces i w końcu doczekał się wykonania na żywo podczas trasy koncertowej U2 360° Tour w Barcelonie 2 lipca 2009 roku.

## Lista utworów

### Wersja 1
1. „Electrical Storm” (William Orbit Mix) – 4:37
2. „New York” (Nice Mix) – 5:43
  - Zremiksowane przez Jimmy’ego „KLF” Cauty’ego.
3. „New York” (Nasty Mix) (5:00)
  - Zremiksowane przez Jimmy’ego „KLF” Cauty’ego.

Wydanie CD.

### Wersja 2
1. „Electrical Storm” – 4:26
  - Zmiksowane przez Carla Glanville’a.
2. „Bad” / „40” / „Where the Streets Have No Name” (na żywo z Bostonu) – 12:28
  - Pochodzi z widea Elevation: Live from Boston.

Wydanie CD.

### Wersja 3
1. „Electrical Storm” (William Orbit Mix) – 4:37
2. „Electrical Storm” – 4:26

Wydanie CD.

### Wersja 4
1. „Electrical Storm” (William Orbit Mix) – 4:37
2. „New York” (Nice Mix) – 5:43
3. „New York” (Nasty Mix) (5:00)
4. „Electrical Storm” – 4:26
5. „Bad” / „40” / „Where the Streets Have No Name” (na żywo z Bostonu) – 12:28

Wydanie CD, dostępne wyłącznie w Japonii.

### Wersja 5
1. „Electrical Storm” (William Orbit Mix) – 4:37
2. „Electrical Storm” Video – 4:25
3. Wywiad z Larrym Mullenem.
4. Galeria zdjęć wykonanych przez Antona Corbijna.

Wydanie DVD.